# Guglielmo I di Borgogna
Guglielmo I di Borgogna, detto il Grande o l'Ardito, in francese Guillaume Ier de Bourgogne dit Guillaume le Grand ou Tête Hardie (1024 circa – Besançon, 12 novembre 1087), fu conte di Borgogna dal 1057 e conte di Mâcon dal 1078 fino alla sua morte.

## Origine
Secondo il monaco e cronista normanno Guglielmo di Jumièges, autore della sua Historiæ Normannorum Scriptores Antiqui, era il figlio primogenito del conte di Borgogna, Rinaldo I e di Adelaide o Alice di Normandia, che, ancora secondo Guglielmo di Jumièges, era la figlia del quarto signore della Normandia e il secondo a ottenere il titolo formale di duca di Normandia, Riccardo II e di Giuditta di Bretagna che, secondo ancora Guglielmo di Jumièges era la sorella di Goffredo I di Bretagna, quindi era figlia del conte di Rennes e duca di Bretagna, Conan I il Torto e della moglie, Ermengarda d'Angiò (come ci viene confermato dal monaco Rodolfo il Glabro, uno dei maggiori cronisti d'età medievale), figlia del terzo conte di Angiò, Goffredo I Grisegonelle e di Adele di Vermandois (circa 950 - † 974), figlia di Roberto di Vermandois, conte di Meaux e di Troyes. I genitori di Guglielmo, Alice e Rinaldo vengono ricordati anche dal monaco e cronista inglese, Orderico Vitale, in cui ricorda anche che Alice era la zia di Guglielmo il Conquistatore. Secondo le Europäische Stammtafeln, vol II, cap. 59 (non consultate), Rinaldo di Borgogna risulta sposato con Giuditta, per cui si presume che Alice oltre che Adelaide fosse citata anche come Giuditta.
Rinaldo I di Borgogna, secondo il documento nº 2817 del Recueil des chartes de l'abbaye de Cluny. Tome 4 era figlio del duca di Borgogna, conte di Borgogna e conte di Mâcon, Ottone I Guglielmo e della moglie, come ci viene confermato dalla Chronique de l'abbaye de Saint-Bénigne de Dijon, Ermentrude di Roucy (circa 950 - 1004), che era figlia del conte di Reims e signore di Roucy, Rinaldo; anche Rodolfo il Glabro, nel suo Rodulfus Glaber Cluniacensis, Historiarum Sui Temporis Libri Quinque, ci conferma che era figlio di Ottone I Guglielmo ed Ermetrude, non nominandola, ma definendola sorella del vescovo di Langres, Brunone di Roucy (Brunone Lingonensi episcopo, cuius habebat in matrimonio sororem).

## Biografia
Nel 1057, alla morte del padre (Rinaldo I morì il 3 o il 4 settembre), Guglielmo gli subentrò nel titolo di conte di Borgogna, come Guglielmo I di Borgogna.
Nel 1074, durante la lotta che opponeva il papa Gregorio VII all'episcopato tedesco, Guglielmo, assieme a Beatrice di Lotaringia, Reggente del Marchesato di Toscana, per conto della figlia, Matilde, alla stessa Matilde di Canossa e al marito di Matilde, il Duca della Bassa Lorena (Lotaringia) e Conte di Verdun, Goffredo il Gobbo, fu tra coloro che furono chiamati a difendere San Pietro, come ci viene confermato dalla lettera nº 46, libro I delle Epistolae di Gregorio VII.
Nel 1076 Guglielmo appoggiò l'imperatore Enrico IV, che si era opposto al potere del papa Gregorio VII, che lo scomunicò, screditandolo di fronte a tanti suoi vassalli e dando così inizio a un periodo di lotta, tra il papato e l'impero, che portò profonde divisioni nella cristianità.
Nel 1078 suo cugino il Conte di Mâcon Guido II rinunciò alla contea di Mâcon a favore di Guglielmo I, già Conte di Borgogna, con l'approvazione del duca di Borgogna, Ugo I, come da documento n° 3518 del Recueil des chartes de l'abbaye de Cluny. Tome 4, ritirandosi, facendosi monaco, nell'abbazia di Cluny, come da documento n° 3528 del Recueil des chartes de l'abbaye de Cluny. Tome 4.
Nel 1085, alla morte dell'arcivescovo di Besançon Ugo II di Salins, successore di Ugo I di Salins, Guglielmo I si affermò completamente, riuscendo a fare eleggere arcivescovo, con il nome di Ugo III, il proprio figlio Ugo di Borgogna e contemporaneamente amministratore della diocesi l'altro figlio Guido di Borgogna, poi vescovo di Vienne(il futuro papa Callisto II).
Durante il suo governo la famiglia divenne una delle più importanti e potenti d'Europa e la sua contea, prima sotto la reggenza di Rodolfo di Rheinfelden e poi sotto l'imperatore Enrico IV, si emancipò sempre più dall'autorità del re di Arles o di Borgogna.
Alla sua morte, avvenuta il 12 novembre del 1087, la salma fu inumata nella Cattedrale di San Giovanni a Besançon.
Gli succedettero nei titoli i figli Rinaldo e Stefano che morirono precocemente in Terra santa, fatto che causò una notevole perdita di potere alla famiglia.

## Matrimonio e discendenza
Guglielmo aveva sposato Stefania di Borgogna (circa 1035 – dopo il 1088), di cui non si conoscono con esattezza gli ascendenti:

- la versione più accreditata è che fosse contessa Vienne, figlia di Gerardo di Vienne

- secondo lo storico Szabolcs de Vajay, era la figlia del Conte di Longwy e Duca dell'Alta Lorena (Lotaringia), Adalberto di Longwy, che, secondo le Notitiæ Fundationis Monasterii Bosonis-Villæ, era il figlio maschio primogenito del Conte di Metz, Gerardo IV di Bouzonville e di Gisella, di cui non si conoscono gli ascendenti (forse era figlia di Teodorico I dell'Alta Lorena). Della madre di Adalberto di Longwy non si conoscono né il nome né gli ascendenti; ancora secondo lo storico Szabolcs de Vajay la moglie era Clemence de Foix

- secondo lo storico e genealogista francese, Pierre de Guibours, detto Père Anselme de Sainte-Marie o più brevemente Père Anselme era figlia del conte di Barcellona, Gerona e Osona, Berengario Raimondo I di Barcellona detto lo Storpio (el Cuervo), e della sua prima moglie, Sancha Sánchez di Castiglia (una seconda versione sostiene che fosse figlia della seconda moglie, Guisla de Lluça)

- secondo lo storico Maurice Chaume, invece era figlia di una delle figlie (Adelaide o Stefania) del conte di Barcellona, Gerona e Osona, Raimondo Borrell III, e di Ermesinda di Carcassonne

- infine lo storico francese specializzato nella genealogia dei personaggi dell'Antichità e dell'Alto Medioevo, Christian Settipani, sostiene che fosse figlia del Conte di Bigorre, Bernardo II (1014 circa - † 1077), e della prima moglie, Clemenza († 1062)
(per approfondire vedere la voce in francese: Étiennette de Bourgogne). 
Guglielmo I e Stefania ebbero 13 figli:
- Oddone (circa 1050 – prima del 12 novembre 1087), citato dal padre Guglielmo, dopo la sua morte, nel documento nº 175 delle Lettre touchant Beatrix comtesse de Chalon, datato 12 novembre 1087[21].
- Ermetrude[22] (tra il 1050 e il 1055 – circa 1105), che, nel 1065, andò sposa a Teodorico, conte di Bar, diMontbéliard, d'Altkirch e di Ferrette, figlio di Luigi, conte di Mousson e di Sofia di Bar, come conferma la Chronica Albrici Monachi Trium Fontium[23]. A Teodorico Ermetrude, tra i 1080 e il 1095, diede dieci figli;
- Rinaldo[24] (tra il 1056 e il 1057 – 1101), prima del 1085 sposò Regina d'Oltingen (come risulta dal documento nº 30 de LE CARTULAIRE DE MARCIGNY-SUR-LOIRE: 1045-1144[25], mentre nel documento nº 102 sempre de LE CARTULAIRE DE MARCIGNY-SUR-LOIRE: 1045-1144 viene citata con il nome di Cuniza[26]), figlia di Conone conte di Oltingen e separata dal marito prima del 1088, come risulta dal documento nº 30 bis ancora de LE CARTULAIRE DE MARCIGNY-SUR-LOIRE: 1045-1144[25]. Nel 1087 successe nei titoli al padre, assieme al fratello Stefano I. Secondo il cronachista della prima crociata, Alberto di Aquisgrana, canonico e custode della chiesa di Aquisgrana, Rinaldo morì nel 1101 mentre si recava in pellegrinaggio in Terra santa[27];
- Ugo (circa 1058 – 1103). Nel 1085 il padre lo fece eleggere arcivescovo di Besançon[16];
- Guglielmo (? – prima del 1090), che, secondo le Europäische Stammtafeln[4], vol II, cap. 59 (non consultate), era il terzo figlio maschio di Guglielmo[9];
- Guido[28] (circa 1060 – 19 dicembre 1124[29]), nel 1085 fu nominato amministratore dell'Arcivescovato di Besançon[16], nel 1088 divenne arcivescovo di Vienne[28], intervenendo a favore del papa nella lotta delle Investiture. Molto probabilmente fu fatto cardinale da Papa Pasquale II nel 1118. Nel 1119 fu eletto papa (il 160º) con il nome di Callisto II[28], nell'abbazia di Cluny, nella contea di Mâcon, dove era morto il predecessore, papa Gelasio II[30] (lì rifugiatosi per sfuggire all'antipapa Gregorio VIII). Nel 1122 convocò il concilio Laterano I, che si tenne nel 1123;
- Raimondo[31](circa 1062 – 1107), nel 1093 circa sposò Urraca di Castiglia (figlia ed erede del re di León e Castiglia, Alfonso VI) divenendo, in quello stesso anno, conte di Galizia e di Coimbra, e in seguito governatore di Toledo e conte di Grajal, dove morì. Il figlio di Raimondo e Urraca divenne, in seguito, re Alfonso VII di Castiglia e sarà detto l'imperatore di Spagna;
- Matilde (Mahaut, chiamata anche Sibilla)[32] (circa 1064 – dopo il 1087), nel 1080 sposò il duca Oddone I di Borgogna, come risulta dal documento nº 3516 del Recueil des chartes de l'abbaye de Cluny. Tome 4[32];
- Stefano (1065 – 1102), secondo Alberto di Aquisgrana era fratello di Rinaldo II[27]; sposò nel 1090 Beatrice di Lorena, come risulta dal documento nº 3791 del Recueil des chartes de l'abbaye de Cluny. Tome 5[33]. Nel 1087 succedette nei titoli al padre, assieme al fratello Rinaldo II. Morì in Terra Santa, ancora secondo Alberto di Aquisgrana, decapitato[34] dopo essere stato catturato dai Saraceni a Ramla[35].
- Stefania (? - circa 1108), sposò il principe Lamberto di Royans, come confermano le Mémoires pour servir à l'historie des Comtés de Valentinois et de Diois, tome I[36];
- Clemenza[37] (circa 1070 – 1133), sposò in prime nozze, nel 1092, il conte Roberto II di Fiandra, detto il Gerosolimitano[38], al quale diede tre figli, e in seconde nozze, nel 1125, il Duca della Bassa Lorena (Lotaringia), Langravio del Brabante, conte di Lovanio e Bruxelles, Goffredo detto il Barbuto, che, secondo il Chronicon Affligemense, era figlio del conte di Lovanio e Bruxelles, Enrico II e di Adelaide di Betuwe[39], al quale diede un figlio.
- Gisella o Giselda (tra il 1070 e il 1075 – dopo il 1133), la cui paternità ci viene confermata da Sugerio[9], Abate della abbazia di Saint-Denis, presso Parigi, fra il 1127 e il 1140 e come viene indirettamente confermata dalla lettera del fratello, Guido, arcivescovo di Vienne (Guido Viennensis archiepiscopus)[40], che sposò, in prime nozze, nel 1090, Umberto II conte di Savoia, detto il Rinforzato (1065 – 1103) al quale diede 7 figli, tra i quali Adelaide di Savoia (1092 – 1154), che nel 1115 divenne regina di Francia, sposando il re Luigi VI di Francia, detto il Grosso (1081 – 1137). In seconde nozze, nel 1105, sposò il marchese Ranieri I del Monferrato, al quale diede 6 figli.
- Berta (circa 1075 – prima del 1100), che secondo le Europäische Stammtafeln[4], vol II, cap. 57 (non consultate), era figlia di Guglielmo[9], come conferma anche lo storico Szabolcs de Vajay, nel suo Bourgogne, Lorraine et Espagne[9] e, che, nel dicembre 1094 divenne regina di Castiglia, di León, delle Asturie e di Galizia, sposando il re Alfonso VI di Castiglia, al quale non diede figli; Berta viene citata da Alfonso come moglie, nella donazione fatta al monastero di Cluny, datata gennaio 1100, in cui precisa che a quella data era già morta, come risulta dal documento nº 3735 del Recueil des chartes de l'abbaye de Cluny. Tome 5[41].

## Ascendenza
|                                |                         |                          | Genitori            |  |  | Nonni |  |  | Bisnonni             |  |  | Trisnonni             |  |
|                                |                         |                          |                     |  |  |       |  |  | Adalberto II d'Ivrea |  |  | Berengario II d'Ivrea |  |
|                                |                         |                          |                     |  |  |       |  |  | Adalberto II d'Ivrea |  |  | Berengario II d'Ivrea |  |
|                                |                         | Willa III d'Arles        |                     |  |  |       |  |  | Adalberto II d'Ivrea |  |  |                       |  |
| Ottone I Guglielmo di Borgogna |                         |                          |                     |  |  |       |  |  | Adalberto II d'Ivrea |  |  |                       |  |
|                                |                         | Gerberga di Châlon       | Lamberto di Châlon  |  |  |       |  |  |                      |  |  |                       |  |
|                                |                         | Gerberga di Châlon       | Lamberto di Châlon  |  |  |       |  |  |                      |  |  |                       |  |
|                                |                         | Gerberga di Châlon       | Adelaide di Chalon  |  |  |       |  |  |                      |  |  |                       |  |
| Rinaldo I di Borgogna          |                         | Gerberga di Châlon       |                     |  |  |       |  |  |                      |  |  |                       |  |
|                                |                         | Rinaldo di Coucy         | …                   |  |  |       |  |  |                      |  |  |                       |  |
|                                |                         | Rinaldo di Coucy         | …                   |  |  |       |  |  |                      |  |  |                       |  |
|                                |                         | Rinaldo di Coucy         | …                   |  |  |       |  |  |                      |  |  |                       |  |
| Ermentrude di Roucy            |                         | Rinaldo di Coucy         |                     |  |  |       |  |  |                      |  |  |                       |  |
|                                |                         | Alberada di Lotaringia   | …                   |  |  |       |  |  |                      |  |  |                       |  |
|                                |                         | Alberada di Lotaringia   | …                   |  |  |       |  |  |                      |  |  |                       |  |
|                                |                         | Alberada di Lotaringia   | …                   |  |  |       |  |  |                      |  |  |                       |  |
| Guglielmo I di Borgogna        |                         | Alberada di Lotaringia   |                     |  |  |       |  |  |                      |  |  |                       |  |
|                                | Riccardo I di Normandia | Guglielmo I di Normandia |                     |  |  |       |  |  |                      |  |  |                       |  |
|                                | Riccardo I di Normandia | Guglielmo I di Normandia |                     |  |  |       |  |  |                      |  |  |                       |  |
|                                | Riccardo I di Normandia | Sprota                   |                     |  |  |       |  |  |                      |  |  |                       |  |
| Riccardo II di Normandia       | Riccardo I di Normandia |                          |                     |  |  |       |  |  |                      |  |  |                       |  |
|                                |                         | Gunnora di Normandia     | …                   |  |  |       |  |  |                      |  |  |                       |  |
|                                |                         | Gunnora di Normandia     | …                   |  |  |       |  |  |                      |  |  |                       |  |
|                                |                         | Gunnora di Normandia     | …                   |  |  |       |  |  |                      |  |  |                       |  |
| Alice di Normandia             |                         | Gunnora di Normandia     |                     |  |  |       |  |  |                      |  |  |                       |  |
|                                |                         | Conan I di Bretagna      | Judicael Berengario |  |  |       |  |  |                      |  |  |                       |  |
|                                |                         | Conan I di Bretagna      | Judicael Berengario |  |  |       |  |  |                      |  |  |                       |  |
|                                |                         | Conan I di Bretagna      | Gerberga            |  |  |       |  |  |                      |  |  |                       |  |
| Giuditta di Bretagna           |                         | Conan I di Bretagna      |                     |  |  |       |  |  |                      |  |  |                       |  |
|                                |                         | Ermengarda d'Angiò       | Goffredo I d'Angiò  |  |  |       |  |  |                      |  |  |                       |  |
|                                |                         | Ermengarda d'Angiò       | Goffredo I d'Angiò  |  |  |       |  |  |                      |  |  |                       |  |
|                                |                         | Ermengarda d'Angiò       | Adele di Vermandois |  |  |       |  |  |                      |  |  |                       |  |
|                                |                         | Ermengarda d'Angiò       |                     |  |  |       |  |  |                      |  |  |                       |  |

### Fonti primarie
- (LA)  Monumenta Germaniae Historica, Scriptores, tomus VII.
- (LA)  Monumenta Germaniae Historica, Scriptores, tomus IX.
- (LA)  Monumenta Germaniae Historica, Scriptores, tomus XV.2.
- (LA)  Monumenta Germaniae Historica, Scriptores, tomus XXIII.
- (LA)  Monumenta Germaniae Historica, Scriptores, tomus XXIV.
- (LA)  Monumenta Germaniae Historica, Epistolae, tomus II, fasciculum I: Gregorii VII registrum, lib. I _ IV.
- (LA)  Rodulfus Glaber Cluniacensis, Historiarum Sui Temporis Libri Quinque.
- (LA)  Recueil des chartes de l'abbaye de Cluny. Tome 4.
- (LA)  Recueil des chartes de l'abbaye de Cluny. Tome 5.
- (LA)  Chronique de l'abbaye de Saint-Bénigne de Dijon.
- (LA)  Lettre touchant Beatrix comtesse de Chalon.
- (LA)  ALBERT OF AIX, HISTORIA HIEROSOLYMITANAE EXPEDITIONIS.
- (LA)  Historia Ecclesiastica, tomus III.
- (LA)  Saeculum XII. Orderici Vitalis, Historia ecclesiastica. Tomus unicum.
- (LA)  Mémoires pour servir à l'historie des Comtés de Valentinois et de Diois, tome I.
- (LA)  Historiæ Normannorum Scriptores Antiqui.
- (LA)  LE CARTULAIRE DE MARCIGNY-SUR-LOIRE: 1045-1144[collegamento interrotto].
- (LA)  Cartulaire de l'Abbaye de Saint-Bertin.
- (LA)  Cartulaire de l'abbaye de Saint-André-Le-Bas-de-Vienne.

### Letteratura storiografica
- Louis Halphen, "Il regno di Borgogna", cap. XXV, vol. II (L'espansione islamica e la nascita dell'Europa feudale) della Storia del Mondo Medievale, 1979, pp. 807–821.
- Z.N. Brooke, "Gregorio VII e la prima disputa tra impero e papato", cap. XII, vol. IV (La riforma della chiesa e la lotta tra papi e imperatori) della Storia del Mondo Medievale, 1979, pp. 353–421.
- Paul Fournier, "Il regno di Borgogna o d'Arles dal XI al XV secolo", cap. XI, vol. VII (L'autunno del Medioevo e la nascita del mondo moderno) della Storia del Mondo Medievale, 1981, pp. 383–410.
- Edgar Prestage, "Il Portogallo nel medioevo", cap. XVI, vol. VII (L'autunno del Medioevo e la nascita del mondo moderno) della Storia del Mondo Medievale, 1981, pp. 576–610.